# Longin (Tomić)
Longin, imię świeckie Ljubomir Tomić (ur. 29 kwietnia 1893 w Felnaku, zm. 25 sierpnia 1977 w monasterze Tavna) – serbski biskup prawosławny.

## Życiorys
Syn Timotija i Misirki Tomiciów. Po ukończeniu szkoły podstawowej wstąpił jako posłusznik do monasteru Grgeteg. Wieczyste śluby mnisze złożył w 1919 przed przełożonym klasztoru archimandrytą Danielem. W tym samym roku został wyświęcony na hierodiakona przez biskupa temesvarskiego Jerzego. Będąc już mnichem, ukończył świecką szkołę średnią, seminarium duchowne w Bitoli, a następnie studia teologiczne na Uniwersytecie Belgradzkim.
W 1938, gdy posiadał już wyższe wykształcenie teologiczne, przyjął święcenia kapłańskie z rąk patriarchy Serbii Gabriela V. Ten sam hierarcha nadał mu godność archimandryty. Archimandryta Longin nie wrócił do monasteru Grgeteg, ale został ekonomem seminarium duchownego w Sremskich Karlovcach, następnie ekonomem przy rezydencji patriarszej w Belgradzie i przełożonym monasteru Mala Ravanica (Vrdnik). Po zajęciu Jugosławii przez III Rzeszę archimandryta Longin wywiózł z klasztoru relikwie świętych Stefana Štiljanovicia, cara Stefana Urosza V oraz księcia Łazarza Hrebeljanovicia i przeniósł je do soboru św. Michała Archanioła w Belgradzie.
W 1951 został nominowany na biskupa zahumsko-hercegowińskiego i 1 czerwca tego samego roku przyjął chirotonię biskupią. Na katedrze tej pozostał przez cztery lata. Wzniósł szereg nowych cerkwi, zwracał uwagę na poziom wykształcenia duchowieństwa. W 1955 został ordynariuszem eparchii zwornicko-tuzlańskiej, na której działał w podobnym duchu. Zmarł w 1977 i został pochowany w monasterze Tavna.